# توماس ويلينغ
توماس ويلينغ هو محامي وقاضي وسياسي أمريكي، ولد في 19 ديسمبر 1731 في فيلادلفيا في الولايات المتحدة، وتوفي بنفس المكان في 19 يناير 1821. انتخب عمدة فيلادلفيا ‏ (1763 – 1764).